# Federico Cáceres
Federico Cáceres fue un político peruano. 
Fue elegido diputado por el departamento del Cusco en 1864 durante el gobierno de Juan Antonio Pezet.
En 1867 llegó al Cusco el ingeniero sueco John W. Nystrom quien procuró la formación de una sociedad metalúrgica y minera en el Cusco para impulsar la industria siderúrgica. En su expedición e informes, se menciona a varios cusqueños que suscribieron acciones para la constitución de dicha empresa entre los que estaba Mariano Rosas. La empresa, sin embargo, no pudo concretarse ante la poca inversión realizada por los habitantes del Cusco.